# Рыжих, Александр Наумович
Александр Наумович Рыжих (31 мая 1897, Самара — 28 октября 1969, Москва) — советский хирург-проктолог, доктор медицинских наук (1938), профессор (1939), заслуженный деятель науки РСФСР. Основоположник первой в СССР научной школы проктологов.

## Биография
Сын врача Нухеля Янкелевича Рыжих и Анны (Хаи) Абрамовны Крейнин. С золотой медалью закончил 2-ю Самарскую гимназию и решает поступать на медицинский факультет Казанского университета. Но квоты для евреев, выделенные университету, были исчерпаны. В 1915 году он добивается аудиенции у министра народного просвещения Российской империи П. Н. Игнатьева и доказывает, что имеет права на это образование, потому что его дед, кантонист, 25 лет отслужил в царской армии и его потомки обладают всеми правами граждан Российской империи. По прямому распоряжению министра он был зачислен на медицинский факультет Казанского университета. Кафедру хирургии в те годы возглавлял А. В. Вишневский, и Рыжих стал заниматься у него в кружке.
В 1922 году окончил медицинский факультет и в качестве ординатора был принят в клинику А. В. Вишневского. Проявив большой интерес к преподавательской и научной деятельности, он получил предложение стать ассистентом кафедры. В 1924 году А. Н. Рыжих был направлен для стажировки в ряд ведущих клиник Германии и Франции. Вскоре после возвращения он стал приват-доцентом, сочетая преподавательскую деятельность с клинической и научной работой, опубликовал 15 статей.
В 1931—1934 годы работал врачом и хирургом больницы в городе Кимры Калининской области, в 1934—1941 годы — заведующий хирургической клиникой Центрального рентгенорадиологического института.
Во время Великой Отечественной войны А. Н. Рыжих — старший инспектор-хирург эвакогоспиталей и главный хирург 3-го Украинского фронта. До декабря 1942 года был старшим хирургом ЭГ-1853 Московского военного округа. Затем служил на Юго-Западном (с октября 1943 — 3-й Украинский) фронте старшим инспектором — врачом-специалистом УФЭП-148, армейским хирургом 8-й гвардейской армии (декабрь 1943 — июль 1944) и помощником главного хирурга фронта. С сентября 1944 года исполнял обязанности главного хирурга этого фронта. В феврале 1945 года был ранен. Участвовал в руководстве хирургами фронта в Сталинградской и Курской битвах. Возглавлял хирургическую службу армии в битве за Днепр и при освобождении Правобережной Украины. Осуществлял организационное и методическое руководство хирургами фронта в Ясско-Кишиневской и Белградской операциях. Был награжден двумя орденами и несколькими медалями.
Занялся проктологией сразу после войны. В 1946 году по его инициативе и под руководством в хирургическом отделении московской больницы № 18 были открыты первые 15 специализированных проктологических коек. Профессор Рыжих создал коллектив с нуля, подготовил специалистов, заложил основы специальности. К 1956 году число специализированных коек увеличилось до 50 и было создано проктологическое отделение Московского онкологического института имени П. А. Герцена.
В 1958 году посетил госпиталь Святого Марка в Лондоне, где произошла его встреча с известным хирургом-колопроктологом Уильямом Бешелом Габриэлем (William Bashall Gabriel; 1893—1975), именем которого названы многие проктологические операции.
В 1960 году проктологическое отделение переводится в новую больницу № 67 и расширяется до 102 коек. В 1965 году оно стало научно-исследовательской лабораторией (НИЛ) по проктологии с клиникой Министерства здравоохранения РСФСР.

## Государственный научный центр колопроктологии

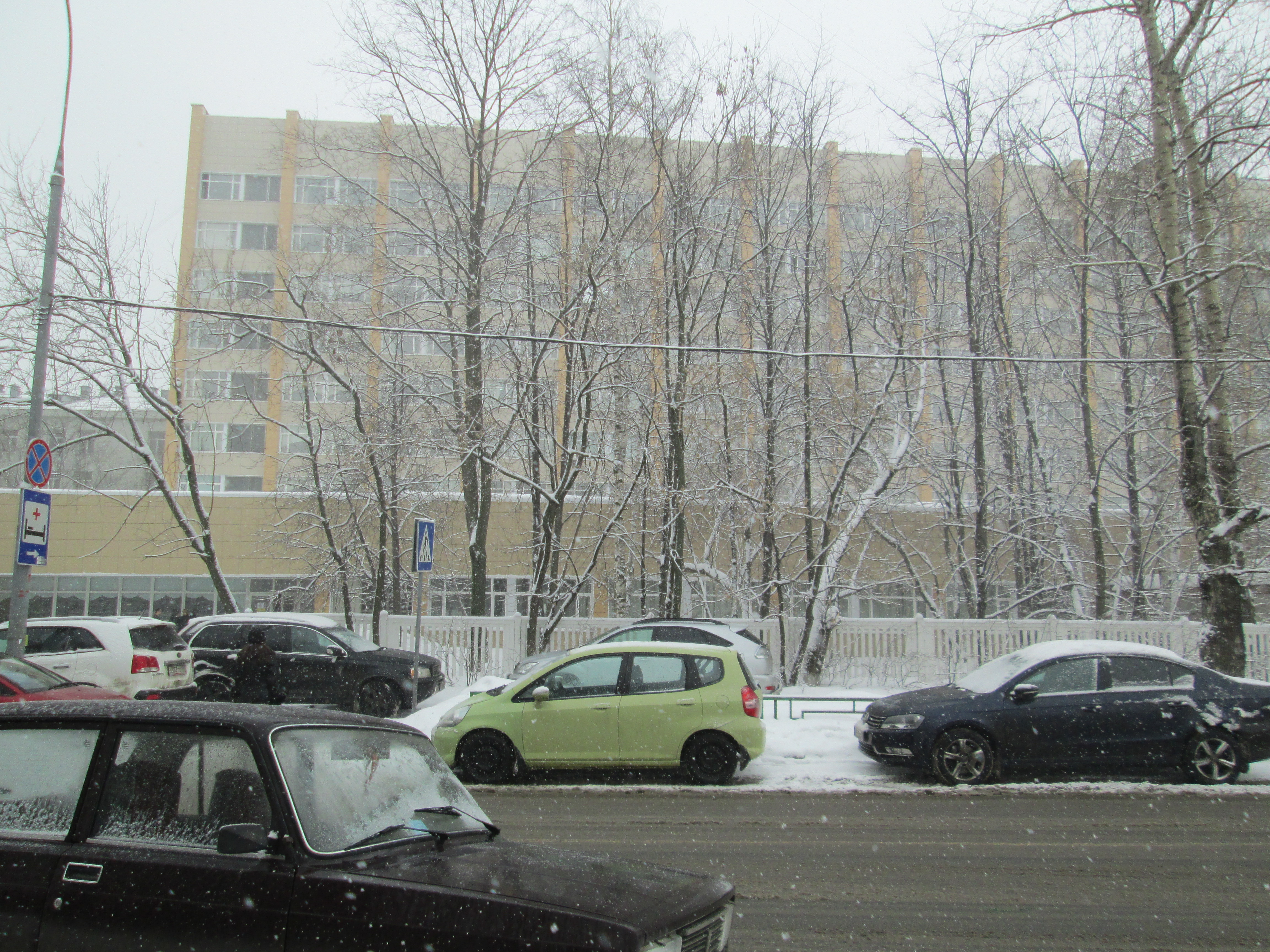
Государственный научный центр колопроктологии

В 1965 году Рыжих добился выделения средств на строительство Института проктологии — первого специализированного профильного лечебного учреждения.
С 1965 года до конца жизни он являлся заведующим основанной им научно-исследовательской лаборатории по проктологии с клиникой. По инициативе профессора А. Н. Рыжих было выстроено специальное десятиэтажное здание, в котором были развернуты клинические и лабораторные подразделения, ставшие Институтом проктологии, ныне Государственный научный центр колопроктологии имени А. Н. Рыжих.
Автор более 100 научных трудов.
Скончался 28 октября 1969 года, немного не дожив до окончания строительства 9-этажного здания задуманной им клиники.

## Память

Могила на Ваганьковском кладбище

Похоронен на Ваганьковском кладбище, рядом с церковью (участок 2 а).
В 1997 году к 100-летию со дня рождения А. Н. Рыжих в холле Центра колопроктологии была установлена мемориальная доска.

### Семья
Жена — Нина Фёдоровна Рыжих (Гришина) (1923—2010), поэтесса, писательница, автор ряда биографических работ о А. Н. Рыжихе. Похоронена рядом с мужем.

## Избранные работы
- Рыжих А. Н. Гнойная инфекция кисти: Панариций и его осложнения / А. Н. Рыжих, Л. Г. Фишман. Гос. центр. науч.-исслед. ин-т рентгенологии и радиологии НКЗ РСФСР. Пропедевтическая хирургическая клиника I ММИ. Больница им. Медсантруд. — М.; Л.: Медгиз, 1938.
- Рыжих А. Н. Огнестрельные ранения кисти и нагноительные их осложнения. Глав. воен.-мед. упр. Вооруж. Сил СССР. — М.: Медгиз, 1946.
- Рыжих А. Н. Парапроктит (абсцессы и свищи прямой кишки и окружающей ее клетчатки). С изложением новых методов лечения / Проф. А. Н. Рыжих, М. Б. Баркан. — М.: Медгиз, 1951.
- Панариций и его лечение на основе методов А. В. Вишневского. — М., 1953.
- Хирургия прямой кишки (Основы проктологии). — М., 1956.
- Актуальные вопросы проктологии: Клиника и лечение заболеваний прямой кишки. Сборник статей / Под ред. проф. А. Н. Рыжих. — Уфа: Башкнигоиздат, 1959.
- Рыжих А. Н. Атлас операций на прямой и толстой кишках / Под ред. проф. А. А. Вишневского. — М.: Трест «Медучпособие», 1960.
- А. Н. Рыжих. Методические письма по проктологии для врачей хирургов. — М., 1967.